# 아이오딘산
아이오딘산(Iodic acid, 화학식:HIO3), 흰색 고체로 석출되는 산이다. 이 물질은 물에 잘 녹을 뿐만 아니라 염소산이나 브로민산과 달리 순수한 형태로 존재한다.